# Fernando Azevedo e Silva
Fernando Azevedo e Silva (Río de Janeiro, 4 de febrero de 1954) es un general del Ejército Brasileño, y fungió como ministro de defensa de Brasil, designado por Jair Bolsonaro.

## Carrera
Ingresó al ejército el 17 de febrero de 1973, graduándose en la Academia Militar das Agulhas Negras el 14 de diciembre de 1976 como aspirante a oficial del arma de Infantería.
Como atleta integró los equipos de voleibol y de paracaidismo de las fuerzas armadas , compitiendo en eventos deportivos.
Ascendió a coronel el 30 de abril de 1999 y fue comandante del 2.° Batallón de Infantería Ligera, en São Vicente (São Paulo). En 2002, realizó un curso de política, estrategia y administración del ejército en la Escuela de Comando y Estado Mayor del Ejército. Posteriormente dirigió la asesoría parlamentaria el gabinete del comandante del ejército.
Fue ascendido a general de brigada el 31 de marzo de 2007 y nombrado comandante de la brigada de infantería paracaidista, donde permaneció hasta 2009. Posteriormente comandó el Centro de Capacitación Física del Ejército y Fortaleza de São João, entre 2009 y 2011. El 31 de marzo de 2011 fue ascendido a  general de división y fue designado jefe del departamento de deporte Militar y presidente de la comisión deportiva militar del ministerio de defensa. Fue presidente de la autoridad pública olímpica de 2013 a 2015.
Su última misión en el servicio activo fue la de Jefe del Estado Mayor del Ejército, que ejerció desde septiembre de 2016 hasta agosto de 2018.
También se desempeñó como asesor de José Antonio Dias Toffoli, juez del Supremo Tribunal Federal.
El 13 de noviembre de 2018, el entonces presidente electo Jair Bolsonaro lo designó ministro de defensa. Su nombramiento habría sido una indicación del general Augusto Heleno Ribeiro Pereira, quien inicialmente fue designado para ocupar el cargo.